# Миколейко, Збигнев
Зби́гнев Че́слав Миколе́йко (пол. Zbigniew Czesław Mikołejko; 24 июля 1951, Лидзбарк-Варминьски, Польша — 14 апреля 2024) — польский философ, историк религии и идеи, эссеист, педагог. Руководил Отделом исследования религии в Институте философии и социологии Польской академии наук в Варшаве (Zakład Badań nad Religią w Instytucie Filozofii i Socjologii Polskiej Akademii Nauk w Warszawie). Также являлся профессором философии и классической логики в Высшей школе прикладной информатики и управления (Wyższa Szkoła Informatyki Stosowanej i Zarządzania) при Польской академии наук. Преподавал философию и религиоведение в нескольких других варшавских учебных заведениях и на курсах последипломного образования.

## Биография
Родился в Лидзбарке-Варминьском 24 июля 1951 года в семье рабочих. В 1965—1969 годах обучался в местном лицее имени Казимира Ягеллона. В 1969—1974 годах — на Историческом факультете Варшавского университета (после студенческих беспорядков 1968 года философские факультеты государственных университетов были закрыты) и получил (с отличием) степень магистра на основании работы, посвященной польской графике и иллюминации в эпоху барокко. После учёбы был, кроме прочего, музееведом, библиотекарем и учителем, также был безработным.
В 1986 году получил степень доктора в Институте философии и социологии Польской академии наук (диссертация посвящена католической философии культуры в Польше в эпоху модернизма, а в 1998 году — титул хабилитированного доктора (исследование на тему интегрального традиционализма).
Опубликовал более 800 текстов — книг, исследований, научных статей, эссе и рецензий — на польском, а также на английском, французском, испанском, немецком, португальском, русском, украинском и итальянском языках. Сотрудничал и продолжает сотрудничество с наиболее влиятельными газетами Польши (такими как «Gazeta Wyborcza», «Rzeczpospolita», «Życie Warszawy»), академическими периодическими изданиями («Przegląd Filozoficzny», «Twórczość», «Dialog», «Społeczeństwo Otwarte», «Literatura na Świecie», «Konteksty», «ResPublika Nowa», «Nowe Książki») и многочисленными теле- и радиостанциями (в том числе и с русскоязычной прессой).
В 1980—1981 годах пребывал в Риме на стипендии итальянского правительства, а с 1996 года являлся членом Американской академии в Риме (American Academy in Rome (MECEVS’96)). Также являлся членом программных советов «Przeglądu Filozoficznego», квартальника «Borussia» и серии «Filozofia i Religia», издаваемой Факультетом философии Университета кардинала Стефана Вышинского в Варшаве.
Интересуется, прежде всего, вопросами связанными с философскими и религиозными проблемами смерти и насилия, а также ранним христианством, гетеродоксией, неоязычеством, а также крайне правой и консервативной мыслью.
Умер 15 апреля 2024 года в возрасте 72 лет.

## Награды
- Серебряная Медаль «За заслуги в культуре Gloria Artis» (2014)[5]

## Книги
- Katolicka filozofia kultury w Polsce w epoce modernizmu (Католическая философия культуры в Польше в эпоху модернизма), 1987,
- «Kim jestem dla ciebie…». Wersety i głosy zmarłych pisarzy («Кто я для тебя…». Строфы и голоса умерших писателей), 1987,
- Elementy filozofii (Элементы философии), академический учебник, семь измененных версий которого было издано на протяжении 1998—2008 годов,
- Emaus oraz inne spojrzenia do wnętrza Pisma (Эммаус и другие всматривания в Святое Письмо), 1998,
- Mity tradycjonalizmu integralnego. Julius Evola i kultura religijno-filozoficzna prawicy (Мифы интегрального традиционализма. Юлиус Эвола и религиозно-философская культура правых), 1998,
- Żywoty świętych poprawione (Исправленные жития святых), 2001, 2004; в 2001 году эта книга получила Награду издателей «Warszawska Premiera Literacka»,
- Śmierć i tekst. Sytuacja ostateczna w perspektywie słowa (Смерть и текст. Окончательная ситуация в перспективе слова), 2001,
- W świecie wszechmogącym. O przemocy, śmierci i Bogu (В мире всемогущем. Про насилие, смерть и Бога), 2009,
- We władzy wisielca. Z dziejów wyobraźni Zachodu (Во власти висельника. Из истории воображения Запада) T.1, 2012.

Книга-интервью:
- Jak błądzić skutecznie. Prof. Zbigniew Mikołejko w rozmowie z Dorotą Kowalską (Как блуждать эффективно. С проф. Збигневом Миколейко разговаривает Дорота Ковальска"), 2013.

В соавторстве:
- Licytacja. Szkice o nowej prozie (Торги. Очерки о новой прозе), 1981,
- Filozofia i myśl społeczna Jana Pawła II (Философия и общественная мысль Иоанна Павла ІІ), 1983,
- Katolicka filozofia kultury w Polsce (Католическая философия культуры в Польше), 1987,
- Apokalipsy i kultury (Апокалипсисы и культуры), 1998,
- Twarz (Лицо), 2001,
- Miłość (Любовь), 2002,
- Dusza (Душа), 2003,
- Grzech (Грех), 2004,
- Ból (Боль), 2005,
- Koniec (Конец), 2006,
- Pluralizm religijny: moda czy konieczność? (Религиозный плюрализм: мода или необходимость?), 2005,
- Encyklopedia szkolna. Literatura i nauka o języku (Школьная энциклопедия. Литература и наука о языке, религиоведческие статьи), 2005.
- Ucieleśnienia. Ciało w zwierciadle współczesnej humanistyki (Воплощения. Тело в зеркале современного гуманитарного знания), 2007,
- Oblicza religii i religijności (Лики религии и религиозности), 2008,
- Spektakle zmysłów (Спектакли чувств), 2010,
- Instytucje: konflikty i dysfunkcje (Институты: конфликты и дисфункции), 2012,
- Polskie bieguny. Społeczeństwo w czasach kryzysu (Польские полюса. Общество во времена кризиса), 2013.

Писал послесловия и введения к произведениям выдающихся богословов, философов и историков — Карен Армстронг, Далай-ламы, Ойгена Древермана, Ханса Кюнга, Жака Ле Гоффа, Маргарет Старберд, а также к нашумевшим романам с религиозной тематикой (кроме прочего, является автором послесловия к польскому изданию «Кода да Винчи» Дэна Брауна).